# Giardino Al-Zohreya
Il giardino Al-Zohreya (ar: حديقة الذهرية- Hadiket al-Zohreya) è ubicato al centro dell'isola di Gezira alle spalle della Torre del Cairo.

## Descrizione
Il giardino Al-Zohreya fu fatto costruire nel 1868 da Khedive Ismail e faceva parte del omonimo palazzo ed era chiamato il giardino botanico sperimentale. Con una varietà' di 358 specie di piante, è secondo solo al giardino botanico all’Orman, il più grande d’Egitto e tra i più grandi al mondo. Il giardino Zohreya è stato annesso al Ministero dell'Agricoltura nel 1917 e non è aperto al pubblico.